# Secundaire metaboliet
Een secundaire metaboliet is een metaboliet die niet direct betrokken is bij de groei van cellen, bij de ontwikkeling of bij de reproductie van een organisme. Ook wordt de term gebruikt voor secundaire plantenstoffen.
Secundaire metabolieten zijn vaak biologisch werkzame stoffen, zoals antibiotica, toxinen, insecticiden of signaalstoffen en zijn daarom van groot belang voor de landbouw. De microbiële productie van secundaire metabolieten wordt bij de biotechnologie gebruikt door bijvoorbeeld:
- Het uitkiezen van stammen van bacteriën en schimmelsoorten met een hoge productie van secundaire metabolieten,
- Het optimaliseren van fermentatie omstandigheden of
- Het toevoegen van chemische stoffen tijdens de groeifase (voorlopergestuurde biosynthese).

Een van de bekendste voorbeelden van secundaire metabolieten is de ontdekking van penicilline door Alexander Fleming in 1928, dat door de schimmel Penicillium notatum geproduceerd wordt en de groei van bacteriën remt.

## Kleine moleculen
Tot de groepen van secundaire metabolieten met kleine moleculen behoren alkaloïden, terpenoïden, glycosiden, natuurlijke fenolen en fenazinen.
Alkaloïden zijn gewoonlijk een klein, derivaat van aminozuren
- Hyoscyamine, komt voor in Datura stramonium
- Atropine, komt voor in Atropa belladonna
- Cocaïne, komt voor in Erythroxylum coca
- Scopolamine, komt voor in the Solanaceae
- Codeïne en morfine, komt voor in Papaver somniferum
- Tetrodotoxine, een microbieel product in fugu en sommige salamanders
- Vincristine & vinblastine, mitotische remmers in roze maagdenpalm (Catharanthus roseus)

Terpenoïden zijn afkomstig van semiterpenen door oligomerisatie):
- Azadirachtine, (Neemtree)
- Artemisinine, komt voor in Artemisia annua
- tetrahydrocannabinol, komt voor in cannabis
- Steroïden (Terpenen met een speciale ringstructuur)
  - Saponinen (plantensteroïden, vaak glycosylaten)

Glycosiden zijn sterk veranderde suikermoleculen:
- Nojirimycine
- Glucosinolaten

Tot de natuurlijke fenolen wordt gerekend resveratrol
Fenazinen zijn:
- Pyocyanine
- Fenazine-1-carboxylzuur en afgeleiden